# Дорохин, Евгений Вячеславович
Евге́ний Вячесла́вович Доро́хин (14 декабря 1986, Воронеж) — российский гребец-каноист, спринтер, выступал за сборную России во второй половине 2000-х годов. Чемпион Европы, обладатель серебряной медали чемпионата мира, многократный призёр этапов Кубка мира, молодёжных и всероссийских регат. На соревнованиях параллельным зачётом представлял Воронежскую и Московскую области, мастер спорта международного класса.

## Биография
Евгений Дорохин родился 14 декабря 1986 года в Воронеже. Активно заниматься греблей на каноэ начал в раннем детстве, проходил подготовку в воронежской школе высшего спортивного мастерства под руководством таких специалистов как Москаленко, Попов, Рябинин, Калидов Д. А. Состоял в Центральном спортивном клубе Военно-воздушных сил Российской Федерации.
Первого серьёзного успеха добился в 2004 году, когда стал чемпионом молодёжного первенства России среди каноэ-одиночек на дистанции 200 метров и серебряным призёром взрослого всероссийского первенства в той же дисциплине. Год спустя на молодёжном чемпионате России завоевал золото в четвёрках на пятистах метрах, после чего побывал на молодёжном первенстве Европы в польской Познани, откуда привёз медаль серебряного достоинства, выигранную в полукилометровой программе четырёхместных экипажей (уступил лишь признанным фаворитам из Венгрии)
На взрослом международном уровне Дорохин заявил о себе в сезоне 2007 года, когда попал в основной состав российской национальной сборной и благодаря череде удачных выступлений удостоился права защищать честь страны на чемпионате Европы в испанской Понтеведре. В четырёхместном каноэ, куда также вошли гребцы Николай Липкин, Иван Штыль и Евгений Игнатов, одолел всех соперников на двухсотметровой дистанции и выиграл золотую медаль. Позже с тем же составом в той же дисциплине выступил на чемпионате мира в немецком Дуйсбурге, где стал серебряным призёром, уступив лидерство только сборной Венгрии. По итогам сезона назван в числе лучших спортсменов Воронежской области.
В 2008 году на Кубке России Евгений Дорохин выиграл серебряную и бронзовую медали, тогда как на чемпионате России в Краснодаре занял третье место в двойках на дистанции 200 метров. Впоследствии выступал на нескольких этапах Кубка мира. За выдающиеся спортивные достижения удостоен почётного звания «Мастер спорта России международного класса».